# タサファロンガ岬

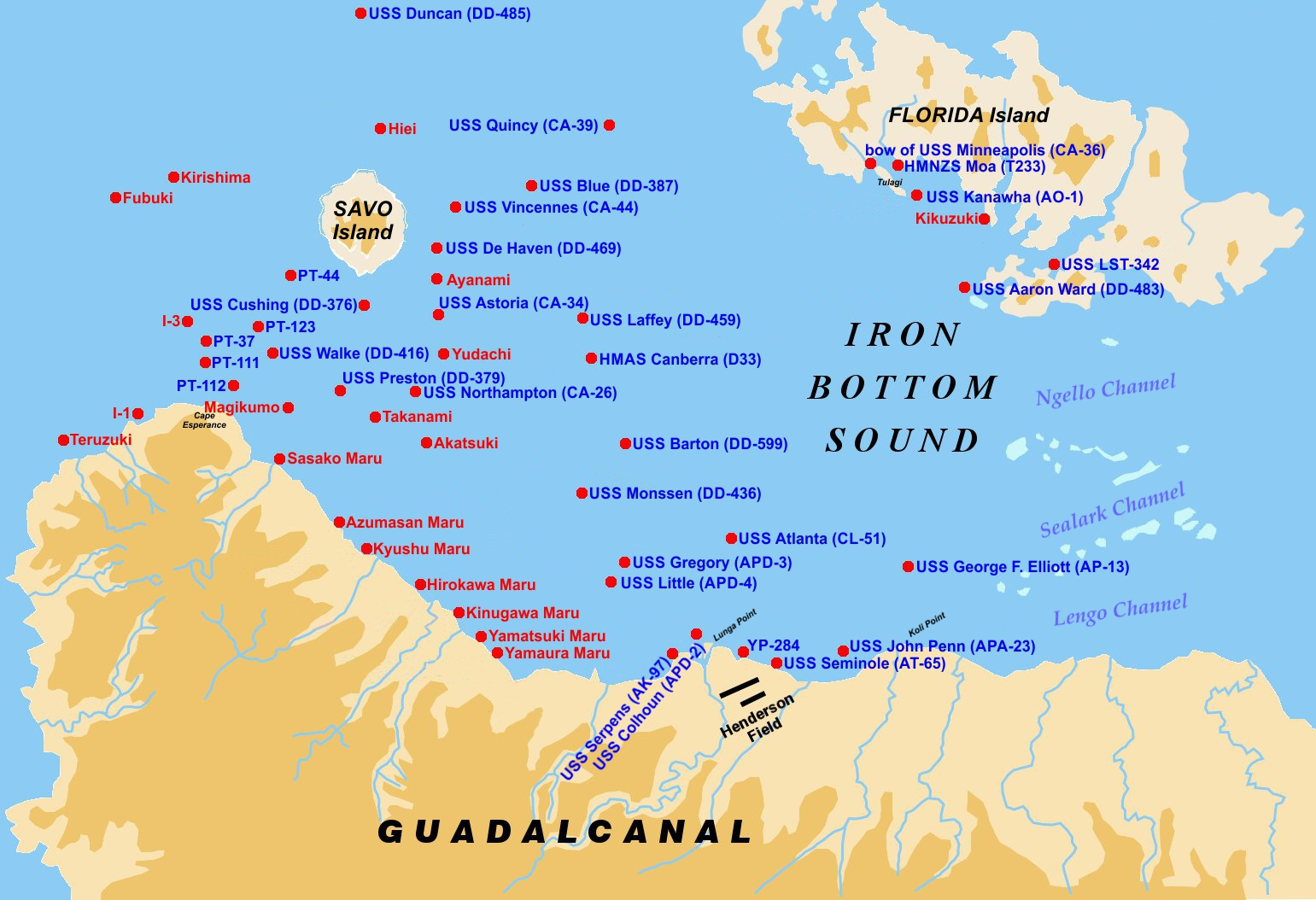
ガダルカナル島とアイアンボトム・サウンドの地図。赤い丸は海峡に沈んだ艦船の位置を示している。

タサファロンガ岬（タサファロンガみさき、英語: Tassafaronga Point）は、ソロモン諸島・ガダルカナル島北岸の岬。行政上は同国のガダルカナル州に属する。日本語ではタサファロング岬とも呼称し、日本軍が使用したほか、公刊戦史『戦史叢書』でも用いる。
1942年（昭和17年）11月30日夜、タサファロング岬の沖合でルンガ沖夜戦（連合軍側名称：英語: Battle of Tassafaronga＝タサファロンガ沖海戦）が発生した。「鼠輸送」のためガダルカナル島へと向かっていた日本海軍第一次ガ島増援部隊（駆逐艦8隻、指揮官：第二水雷戦隊司令官田中頼三少将、旗艦：駆逐艦長波）は、これを阻止すべく出撃してきたアメリカ海軍第67任務部隊（指揮官：カールトン・H・ライト少将、旗艦：重巡洋艦ミネアポリス）と遭遇した。夜戦となり、日本側は輸送任務こそ失敗したものの、駆逐艦「高波」喪失と引き換えに重巡「ノーザンプトン」を撃沈、重巡3隻を撃破した。
翌年9月15日、連合艦隊司令長官古賀峯一大将はルンガ沖夜戦の勝利を讃え、増援部隊に感状を授与した。